# Uno Ullberg
Uno Werner Ullberg (né le 15 février 1879 à Viipuri – mort le 12 janvier 1944 à Helsinki) est un architecte finlandais.

## Biographie
En 1903, Uno Ullberg reçoit son diplôme d'architecte de l'école supérieure technique de Finlande.
Pendant ses études il fait un voyage d'étude en Carélie orientale avec ses camarades d'études Jalmari Kekkonen et Alarik Tawastjerna. 
Le récit du voyage sera publié en 1929. 
Après ses études, Uno Ullberg travaille pour le cabinet d'architecte de Gustaf Nyström et pour le cabinet Nyström-Petrelius-Penttilä.
En 1906, Uno Ullberg rentre à Viipuri et y fonde un cabinet d'architecte avec Axel Gyldén (fi). 
Le Palais de granit ou maison Hackman du no 14, rue Piispankatu  à Viipuri compte parmi leurs ouvrages les plus importants.
Le bâtiment est une composition des styles Art Nouveau et romantisme national.
En 1909, Uno Ullberg ouvre son propre cabinet. 
Il conçoit un très grand nombre de bâtiments de commerce et de bureaux à Viipuri et sa région.
Citons le Musée d'art de Viipuri et la transformation en café de la tour ronde de Vyborg. 
De 1932 à 1936 Uno Ullberg est architecte municipal de Viipuri.
En 1936, il s'installe à Helsinki. Il conçoit de nombreux hôpitaux et sanatoriums en Finlande.
Il meurt à 64 ans et il est enterré au cimetière d'Hietaniemi. 
Sa pierre tombale est conçue par Alvar Aalto.

## Ouvrages
Uno Ullberg a conçu de nombreux bâtiments:

### Ouvrages à Viipuri et en Carélie
- 1909, Siège de "Hackman & Co", Viipuri, dénommé Palais de granit
- 1911-1915, Immeuble de la banque de commerce de Finlande, Sortavala,
- 1913, Immeuble de la Suomen Yhdyspankki, Sortavala,
- 1913, Villa Sellgren, Johannes
- 1915, Bureaux de banque, Sortavala,
- 1921, Immeuble de V. Dippel, Viipuri
- 1929, Bureaux du journal "Karjala", Viipuri,
- 1930, Immeuble d'habitation, Viipuri,
- 1930, bâtiment du musée d'art et de l'école de dessin, Viipuri,
- 1930, Immeuble de la caisse d’épargne, Sortavala,
- 1930, Hôpital, Viipuri,
- 1931, Immeuble de la Panttilaitos Oy, Luostarinkatu 2, Viipuri,
- 1932, Congrégation luthérienne Pietari-Paavali, Viipuri,
- 1932-1933, Archives provinciales de Viipuri (fi), Viipuri,
- 1934, Stade avant-garde de Viipuri (fi),
- 1935, Bureaux de la gare routière, Sortavala,
- 1937, Maternité (fi), Viipuri,
- 1937, Reconstruction de la gare routière, Vyborg,
- 1938, Rénovation de la tour ronde, Viipuri,

### Autres ouvrages en Finlande
- 1936, Villa Solkulla, Espoo,
- 1932, Maison Aleksander Lampén, Punkaharju,
- 1938, Hôpital de Kontinkangas, Kontinkangas,
- 1938, Hôpital central de Botnie-Occidentale, Kemi[4],
- 1940, Maison Bensow, Eteläesplanadi 22, Helsinki,
- École d'infirmières, Helsinki, 1940

## Galerie

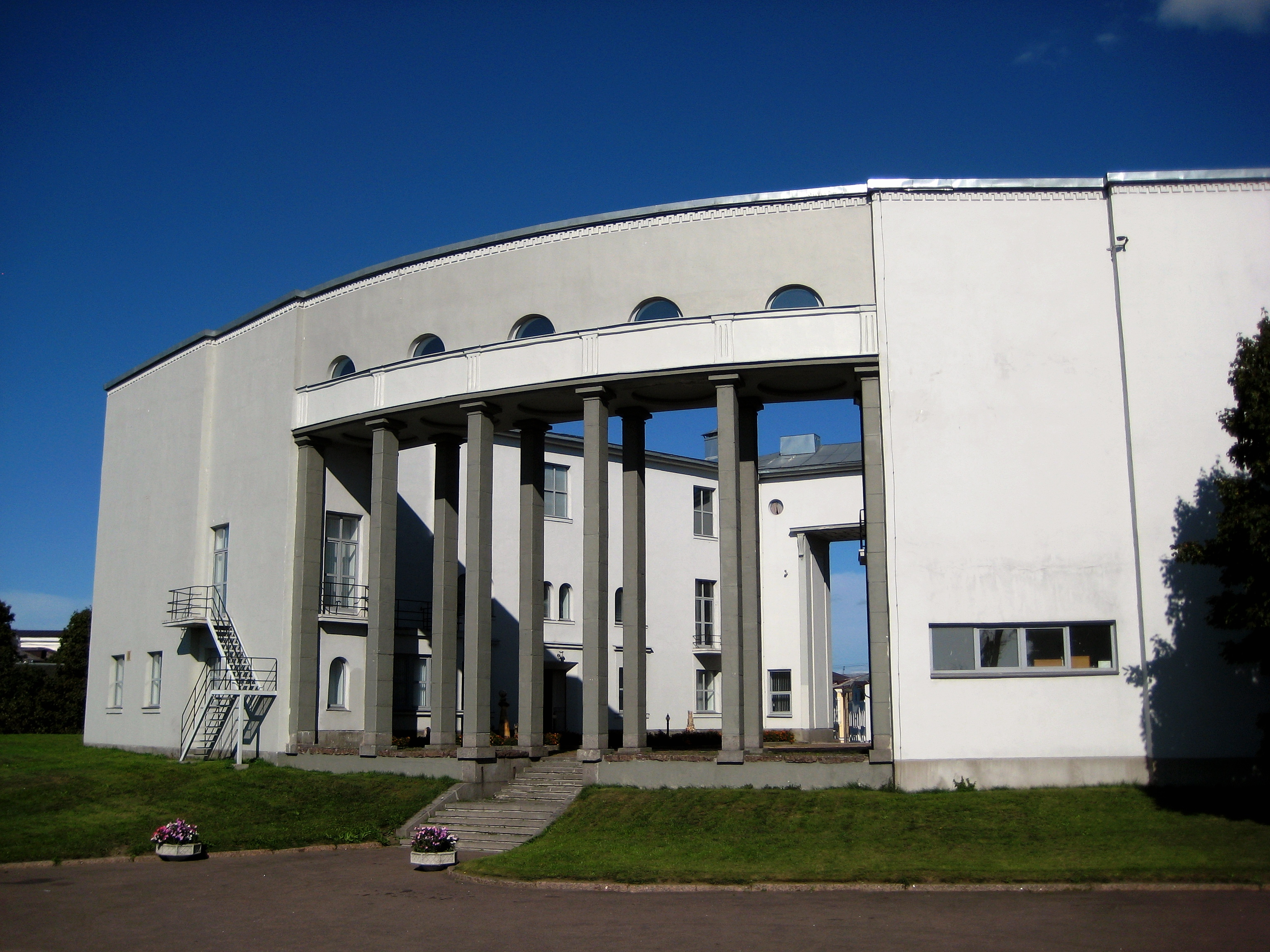
Bâtiment du musée d'art et de l'école de dessin, Viipuri
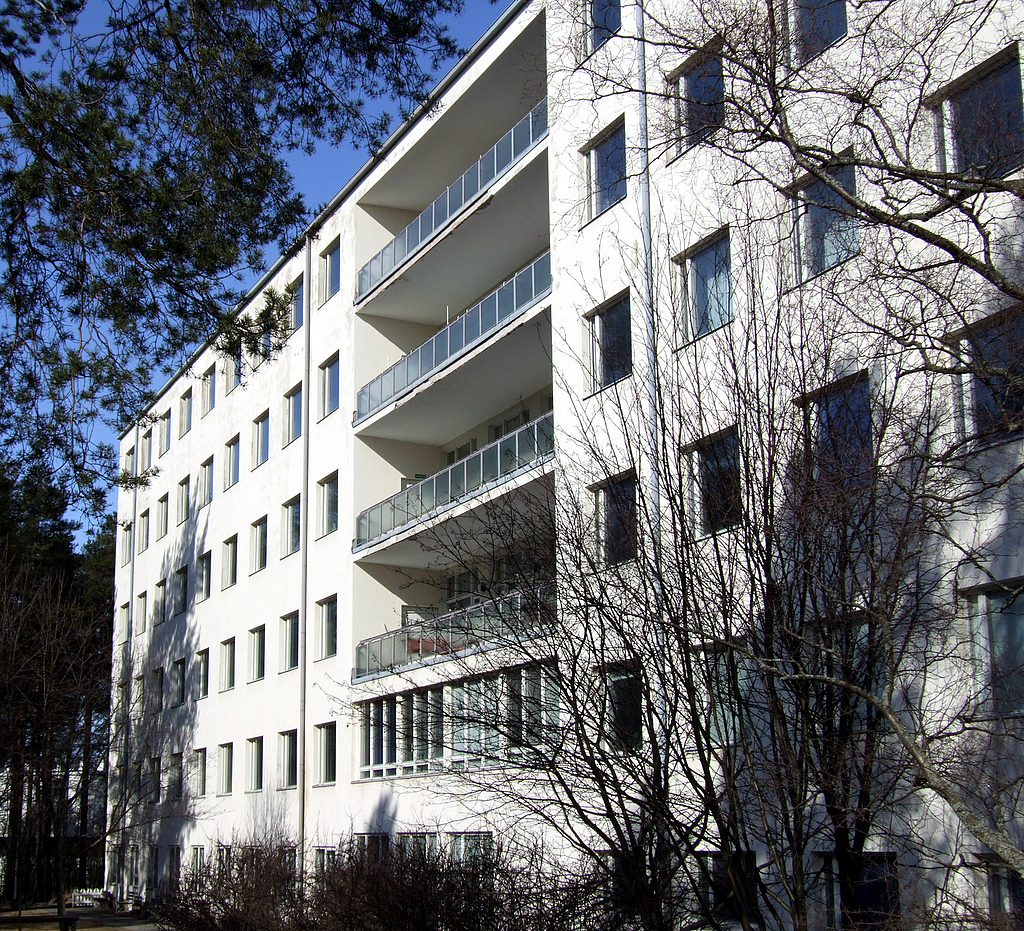
Hôpital de Kontinkangas, Oulu
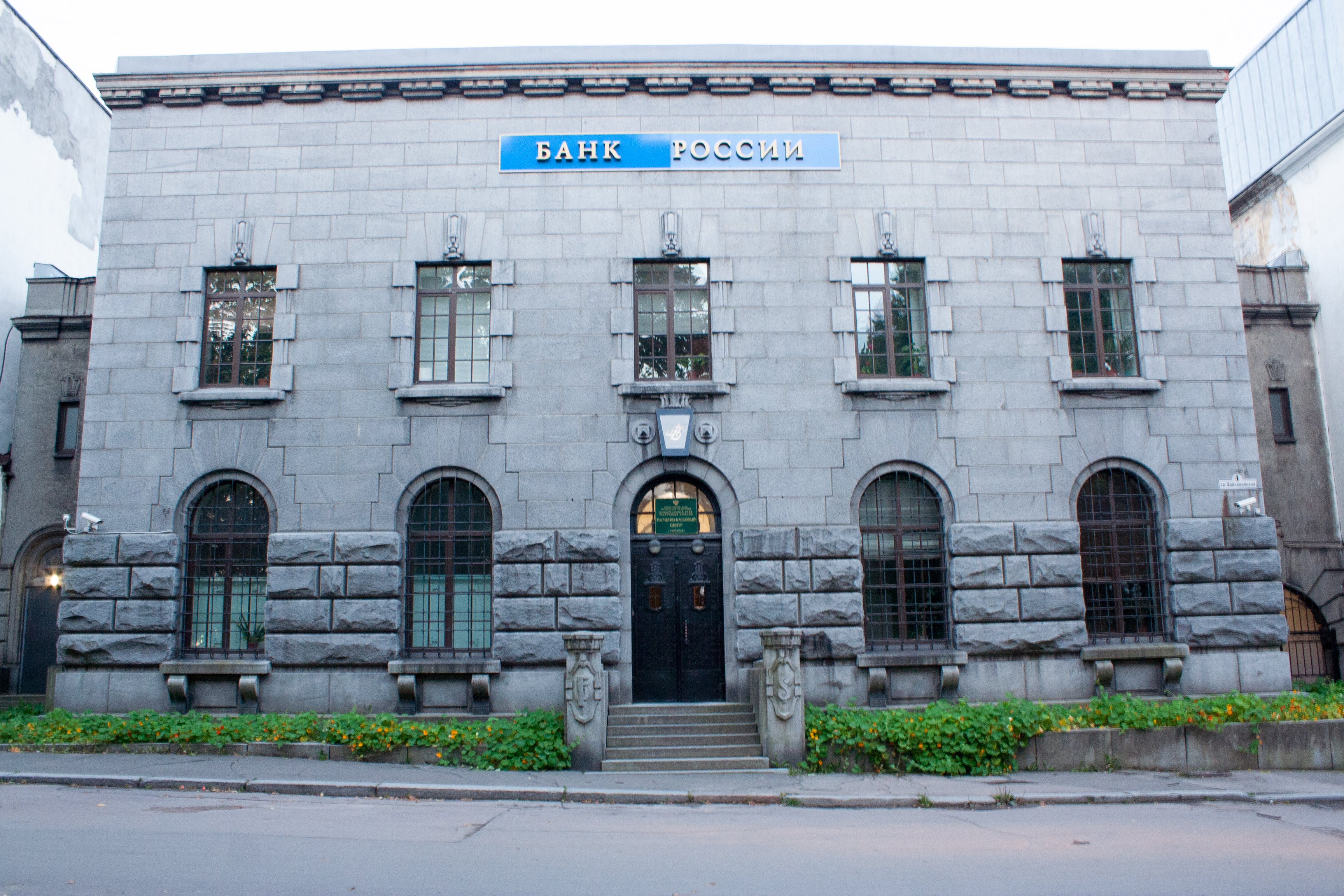
Banque de Russie,  Sortavala
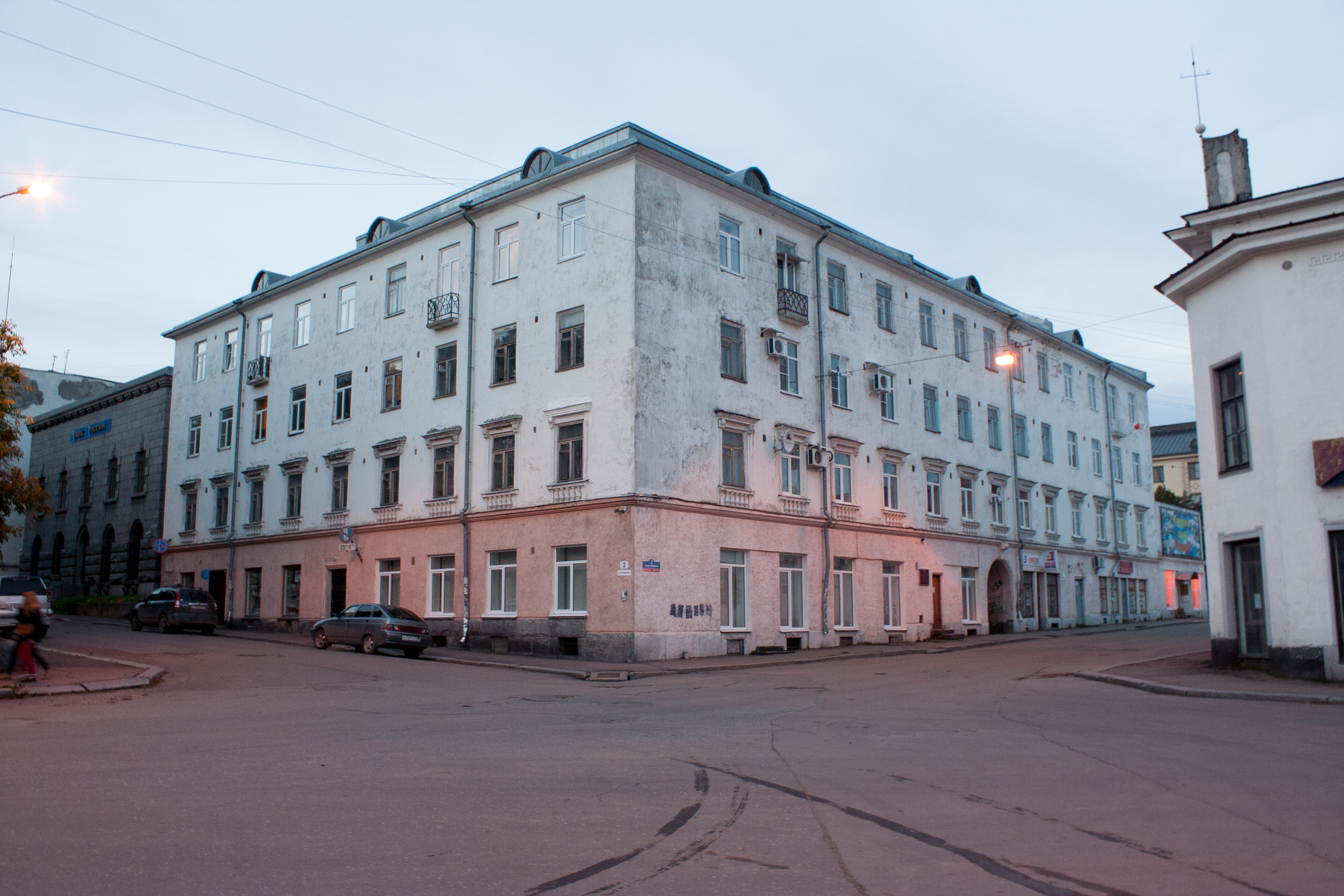
Immeuble Kellomaniemi, Sortavala
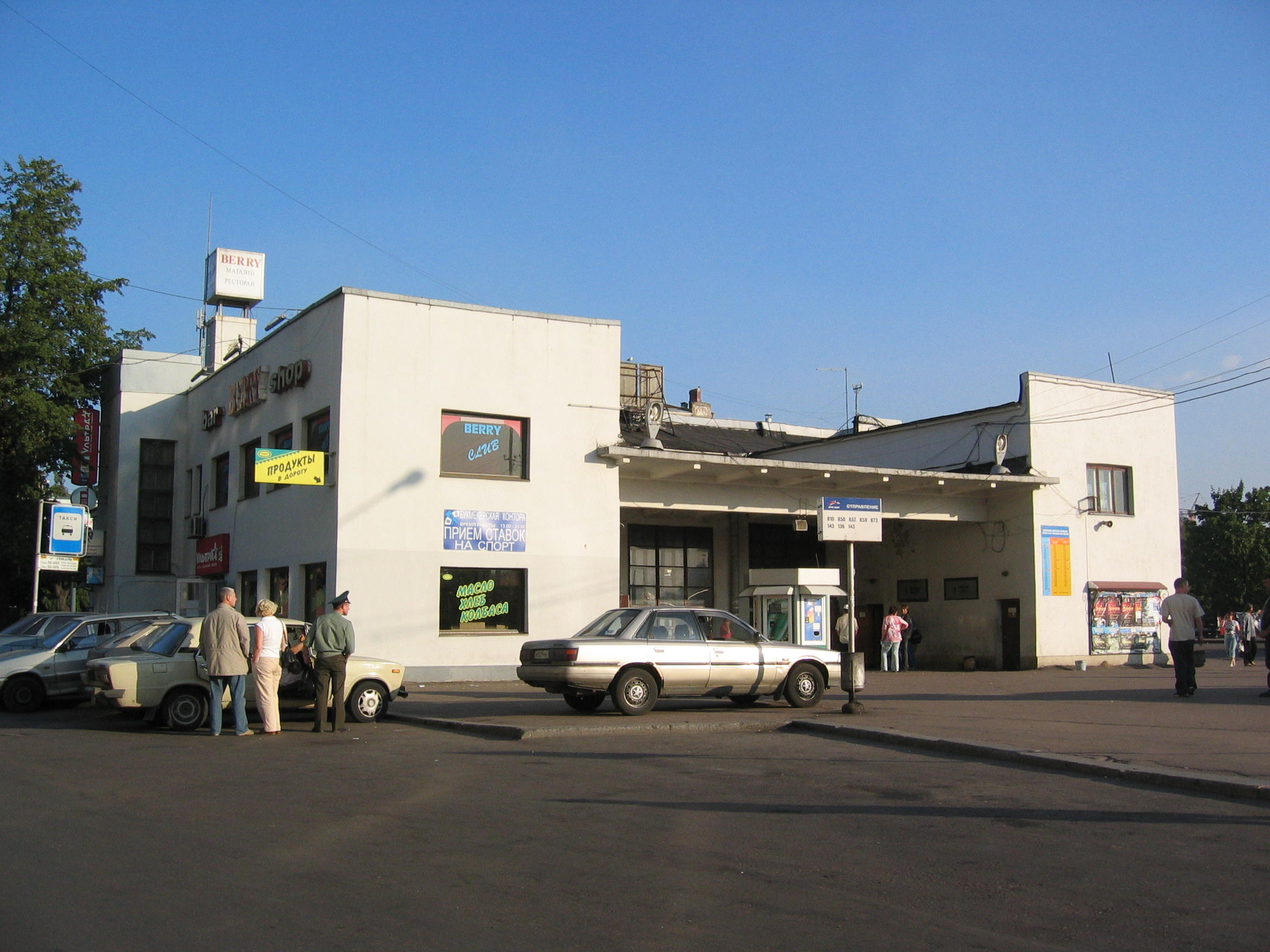
Gare routière, Viipuri
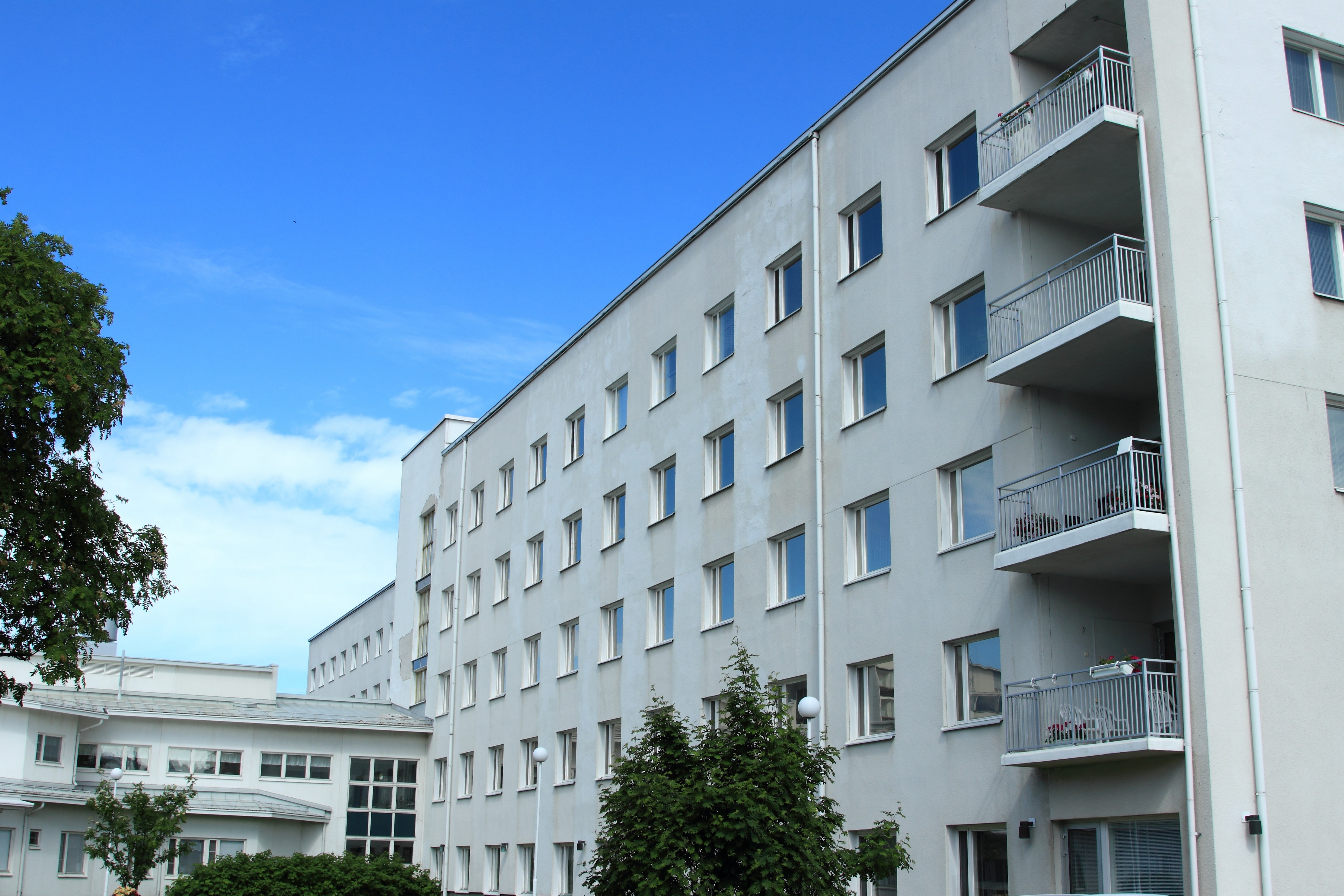
Hôpital central, Kemi
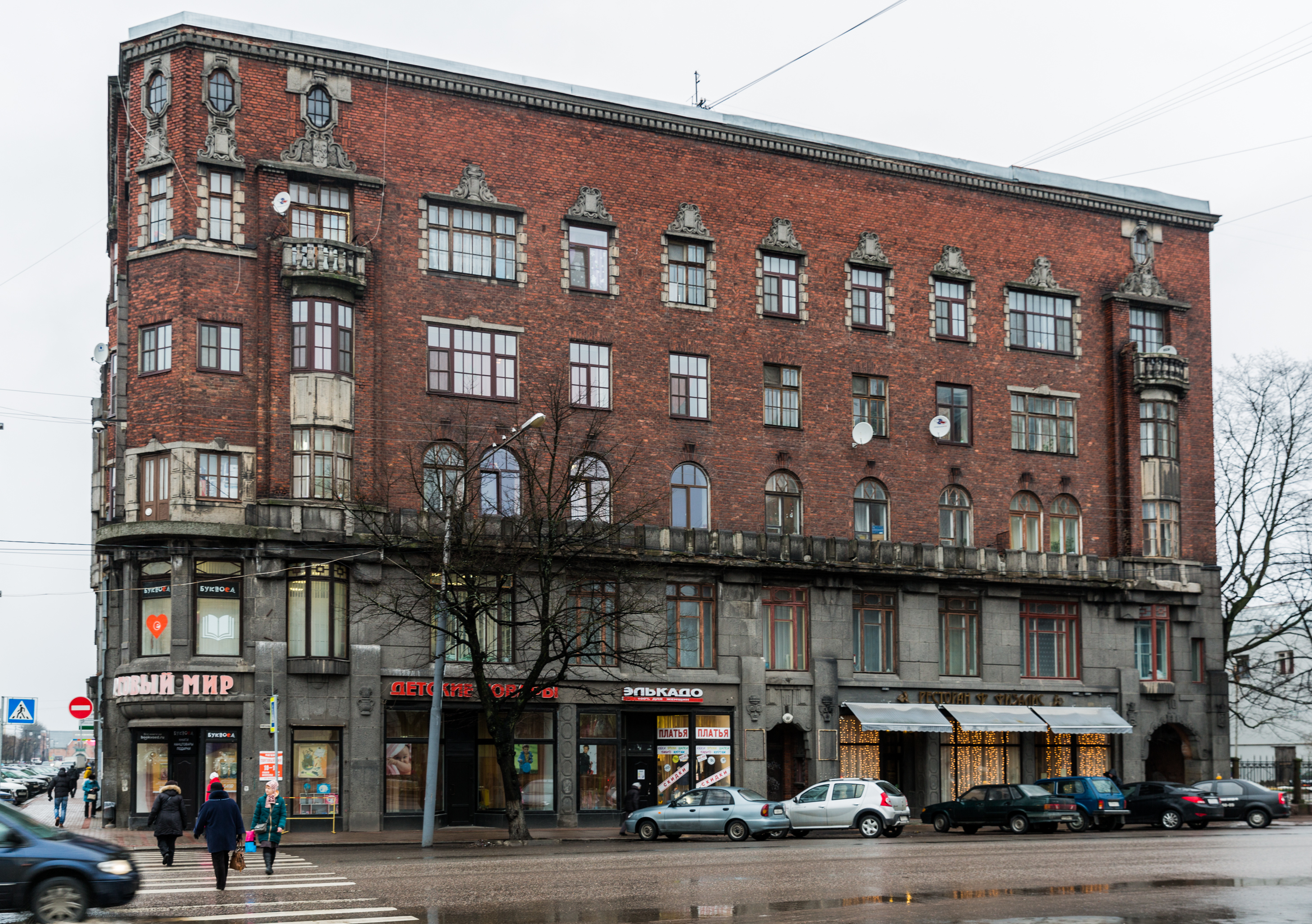
Immeuble de la société  Karjala, Viipuri
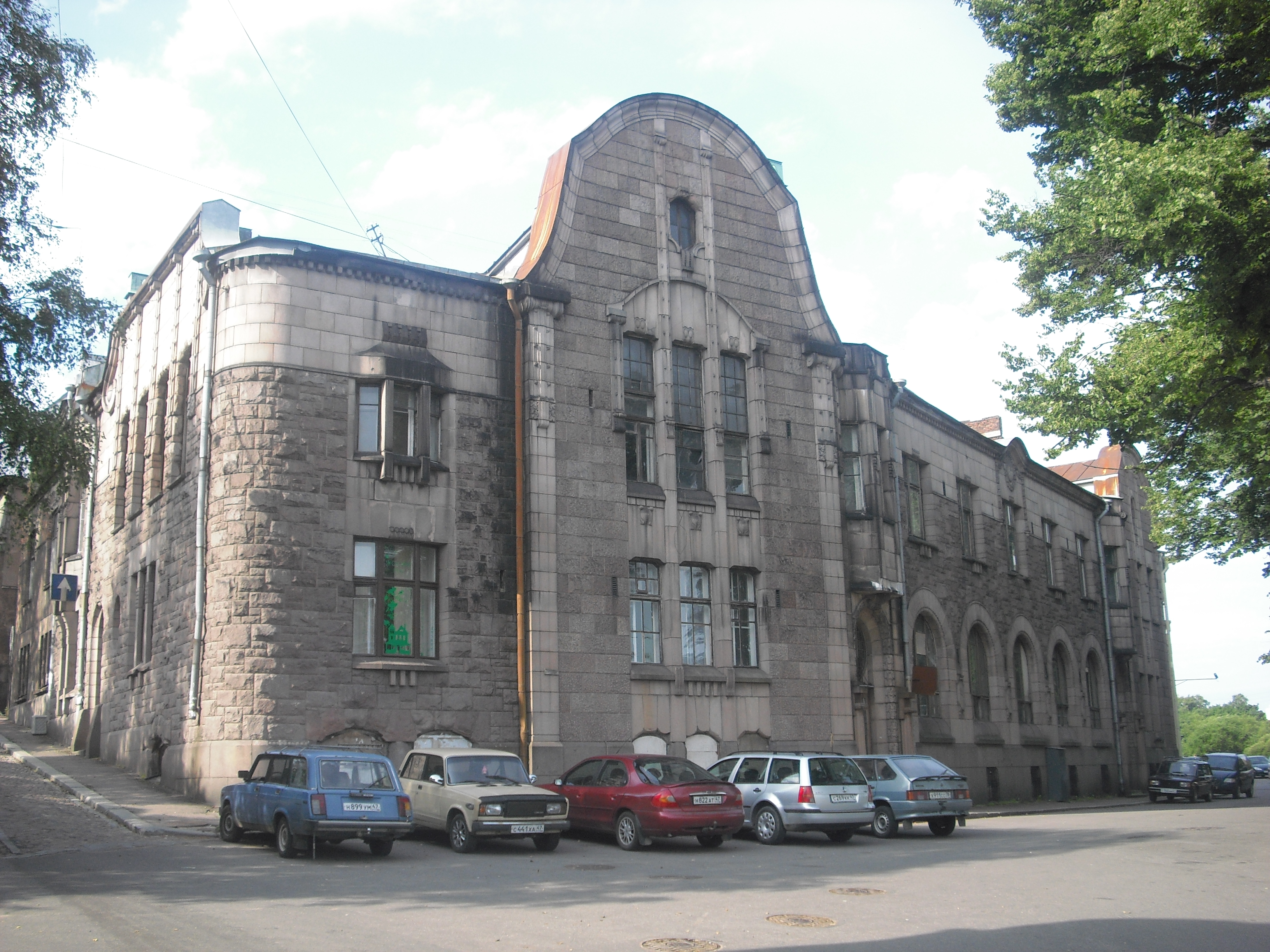
Maison Hackman et kumpp, Viipuri